# 三重県道29号松阪青山線
三重県道29号松阪青山線（みえけんどう29ごう まつさかあおやません）は、三重県松阪市から伊賀市に至る主要地方道（三重県道）である。三重県道で最長路線。

## 概要

### 路線データ
2016年（平成28年）4月1日現在。
- 起点：松阪市辻原町字瀬戸谷1033-3番地[1][4]（辻原町交差点）
- 終点：伊賀市阿保（あお）字沢代木津川右岸堤防敷地先[1][4]（阿保交差点）
- 総延長：61.0684km[1]
- 実延長：58.1549 km[1]
- 重用延長：2.9135 km[1]
- 橋梁：76本（総延長：1.1268 km）[1]

## 歴史
- 1971年（昭和46年）6月26日 - 建設省（現・国土交通省）が主要地方道上野阿保白山線を指定。
- 1972年（昭和47年）3月31日 - 三重県が主要県道29号上野阿保白山線を認定。
- 1981年（昭和56年）4月30日 - 主要地方道29号上野阿保白山線のうち青山町羽根（当時）以北が一般国道422号へ昇格。
- 1982年（昭和57年）
  - 4月1日 - 建設省が主要地方道松阪青山線を指定。
  - 12月3日 - 一般県道小原辻原線・一般県道小原伊勢竹原停車場線・主要県道29号上野阿保白山線を廃止し[5]、三重県道松阪青山線を認定[2]。
- 1993年（平成5年）5月11日 - 建設省から、主要県道松阪青山線が松阪青山線として主要地方道に指定される[6]。
- 1998年（平成10年）3月 - 川上ダム建設に伴う県道29号の付け替え工事が始まる[7]。
- 2008年（平成20年）11月17日 - 付け替え工事が完了[7]。

## 路線状況

### 付替区間
ダム建設に伴い、県道松阪青山線の付け替え工事が1998年（平成10年）3月から行われ、2008年（平成20年）11月17日に全線開通した。
- 起点：三重県伊賀市種生字所根38番1
- 終点：三重県伊賀市青山羽根字後瀬16番2

付替区間の全線開通までの経過
- 1998年（平成10年）3月 - 付け替え工事に着手[7]。
- 2002年（平成14年）3月29日 - 名賀郡青山町羽根（当時、現・伊賀市青山羽根）字花代742番4・名賀郡青山町羽根字後瀬16番2間が開通[8]。
- 2004年（平成16年）
  - 4月14日 - 名賀郡青山町羽根字花代742番4・名賀郡青山町羽根字深谷1956番3間が開通[9]。
  - 10月1日 - 名賀郡青山町阿保字桐ノ木2173番12・名賀郡青山町羽根字深谷1956番2間が開通[10]。
- 2008年（平成20年）
  - 7月1日 - 伊賀市老川字岡部705番5・伊賀市阿保字桐ノ木2281番11間が開通[11]。
  - 11月17日 - 伊賀市種生字所根38番1・伊賀市老川字岡部705番5間が開通[12]し、全線開通[7]。

### 重複区間
- 三重県道30号嬉野美杉線（松阪市嬉野小原町 地内）
- 三重県道43号一志美杉線・三重県道666号八知下多気一志線（津市美杉町下之川）
- 三重県道15号久居美杉線（津市美杉町竹原 - 津市白山町南家城）
- 三重県道755号老ヶ野古田青山線（津市白山町福田山 - 伊賀市霧生）

### 通過する路線バス
この道路は山あいの集落間を結んでいるため、一部がバス路線となっている。三重交通が撤退したため、沿線の松阪市や津市が同社に委託する形でコミュニティバスとして維持している路線と、三重交通が直営する路線がある。
運行中のバス（2010年現在）
- 宇気郷コミュニティバス飯福田・柚原線（松阪市）
- 津市コミュニティバス (美杉地域)循環ルート（津市）
- 津市コミュニティバス (白山地域)竹原ルート、城立・福田山ルート（津市）

### 利用状況
交通量
| 地点             | 平日12時間        | 平日24時間        |
| 地点             | 2005年度⇒2010年度 | 2005年度⇒2010年度 |
| 松阪市阪内町     | 974台⇒ 938台      | 1,276台⇒1,229台   |
| 津市白山町南家城 | 1,278台⇒ 974台    | 1,674台⇒1,237台   |
| 伊賀市阿保       | 1,522台⇒ 914台    | 1,994台⇒1,161台   |
| 伊賀市阿保       | 2,065台⇒4,506台   | 2,705台⇒5,723台   |

### 交通規制
- 津市美杉町八手俣 - 津市美杉町梅ヶ広の4.0 kmの区間は、時間雨量40mm/h、連続雨量150mmで通行規制となる[14] 。

## 地理

### 通過する自治体
- 松阪市
- 津市
- 伊賀市

### 接続する道路
- 国道166号・国道369号（起点）
- 三重県道757号辻原西町線（松阪市辻原町）
- 三重県道30号嬉野美杉線（松阪市嬉野小原町）
- 三重県道30号嬉野美杉線（松阪市嬉野小原町）
- 三重県道43号一志美杉線（三重県道666号八知下多気一志線 重複）（津市美杉町下之川）
- 三重県道43号一志美杉線（三重県道666号八知下多気一志線 重複）（津市美杉町下之川）
- 三重県道15号久居美杉線（津市美杉町竹原）
- 三重県道15号久居美杉線（津市白山町南家城）
- 三重県道662号藤大三停車場線（津市白山町藤）
- 三重県道670号城立青山線（津市白山町城立）
- 三重県道755号老ヶ野古田青山線（津市白山町福田山）
- 三重県道755号老ヶ野古田青山線（伊賀市霧生）
- 三重県道693号蔵持霧生線（伊賀市霧生）
- 三重県道767号種生奥鹿野線（伊賀市霧生）
- 三重県道691号名張青山線（伊賀市種生）
- 三重県道39号青山美杉線（伊賀市青山羽根）
- 国道165号 初瀬街道・国道422号（終点）

### 沿線にある施設など
- JAみえなかふれあいの里つじわら
- 松阪市嬉野地域振興局宇気郷出張所
- 君ヶ野ダム
- JR名松線
  - 伊勢竹原駅
  - 家城駅
- 三重県立白山高等学校
- 津市立家城小学校
- メナード青山リゾート
  - メナードカントリークラブ青山コース
- 川上ダム
  - 阿保水力発電所
- 阿保親王墓
- 細野峠

## 参考資料
- 『県別マップル24 三重県道路地図』（昭文社、2009年3版1刷発行、ISBN 978-4-398-62474-1 、44,49,50,53,67ページ）
- 『路線認定調書 平成28年4月1日』三重県、2016年、94頁。